# Liste der Biografien/Merc
Liste der Biografien |
Portal Biografien |
Personensuche
# |
A |
B |
C |
D |
E |
F |
G |
H |
I |
J |
K |
L |
M |
N |
O |
P |
Q |
R |
S |
T |
U |
V |
W |
X |
Y |
Z |
?
 
Ma |
Mb |
Mc |
Md |
Me |
Mf |
Mg |
Mh |
Mi |
Mj |
Mk |
Ml |
Mm |
Mn |
Mo |
Mp |
Mq |
Mr |
Ms |
Mt |
Mu |
Mv |
Mw |
Mx |
My |
Mz
 
Mea–Mee |
Mef |
Meg |
Meh |
Mei |
Mej |
Mek |
Mel |
Mem |
Men |
Meo |
Mep |
Mer |
Mes |
Met |
Meu |
Mev |
Mew |
Mex |
Mey |
Mez
 
Mera |
Merb |
Merc |
Merd |
Mere |
Merf |
Merg |
Merh |
Meri |
Merj |
Merk |
Merl |
Merm |
Mern |
Mero |
Merr |
Mers |
Mert |
Meru |
Merv |
Merw |
Merx |
Mery |
Merz
Die Liste der Biografien führt alle Personen auf, die in der deutschsprachigen Wikipedia einen Artikel haben. Dieses ist eine Teilliste mit 286 Einträgen von Personen, deren Namen mit den Buchstaben „Merc“ beginnt.

## Merc
- Merc, Dušan (* 1952), slowenischer Schriftsteller
- Merc, Poldi (1932–2021), österreichischer Bodybuilder und Unternehmer

### Merca
- Mercadante, Saverio († 1870), italienischer Opernkomponist
- Mercader, Caridad (1892–1975), spanische GPU-Agentin
- Mercader, Carlos (1922–2010), uruguayischer Moderner Fünfkämpfer
- Mercader, María (1918–2011), spanische Schauspielerin
- Mercader, Maria (1965–2020), US-amerikanische Journalistin
- Mercader, Martha (1926–2010), argentinische Schriftstellerin
- Mercader, Ramón (1913–1978), spanischer Kommunist, Mörder Leo TrotzkisRamón Mercader (1913–1978)

Ramón Mercader (1913–1978)

- Mercadier († 1200), französischer Söldnerführer
- Mercadier, Marthe (1928–2021), französische Film- und Theaterschauspielerin
- Mercadillo, Alonso de († 1560), spanischer Konquistador
- Mercado del Toro, Emiliano (1891–2007), puerto-ricanischer Altersrekordhalter
- Mercado Díaz, José Refugio (1942–2014), mexikanischer Geistlicher, römisch-katholischer Weihbischof in Tehuantepec
- Mercado Jarrín, Edgardo (1919–2012), peruanischer Politiker und Generalmajor
- Mercado Luna, José (1928–2017), mexikanischer Fußballspieler
- Mercado, César (* 1959), puerto-ricanischer Marathonläufer
- Mercado, César († 2010), nicaraguanischer Diplomat
- Mercado, Diego (1929–2022), mexikanischer Fußballtrainer
- Mercado, Eliseo (* 1948), philippinischer Ordenspriester (OMI)
- Mercado, Erika (* 1992), ecuadorianische Volleyballspielerin
- Mercado, Evelin (* 2003), ecuadorianische Sprinterin
- Mercado, Filiberto (* 1938), mexikanischer Radrennfahrer
- Mercado, Gabriel (* 1987), argentinischer Fußballspieler
- Mercado, Jesse Eugenio (* 1951), philippinischer Geistlicher, römisch-katholischer Bischof von Parañaque
- Mercado, José (1938–2013), mexikanischer Radrennfahrer
- Mercado, Juan Miguel (* 1978), spanischer Radrennfahrer
- Mercado, Liliana (* 1988), mexikanische Fußballspielerin
- Mercado, Magdaleno (1944–2020), mexikanischer Fußballspieler
- Mercado, Mai (* 1980), dänische Politikerin der dänischen Volkspartei
- Mercado, Melinda (* 1990), US-amerikanische Fußballspielerin
- Mercado, Orlando (* 1946), philippinischer Politiker
- Mercado, Patricia (* 1957), mexikanische Politikerin
- Mercado, Salvador (* 1969), mexikanischer Fußballspieler
- Mercado, Sigifredo (* 1968), mexikanischer Fußballspieler
- Mercado, Tununa (* 1939), argentinische Schriftstellerin
- Merčaitis, Antanas (1936–2013), litauischer Statistiker und Politiker, Vizeminister
- Mercaldo, Michael, US-amerikanischer Pokerspieler
- Mercalli, Giuseppe (1850–1914), italienischer Seismologe, Vulkanologe und Priester
- Mercan, Levent (* 2000), türkisch-deutscher FußballspielerLevent Mercan (* 2000)

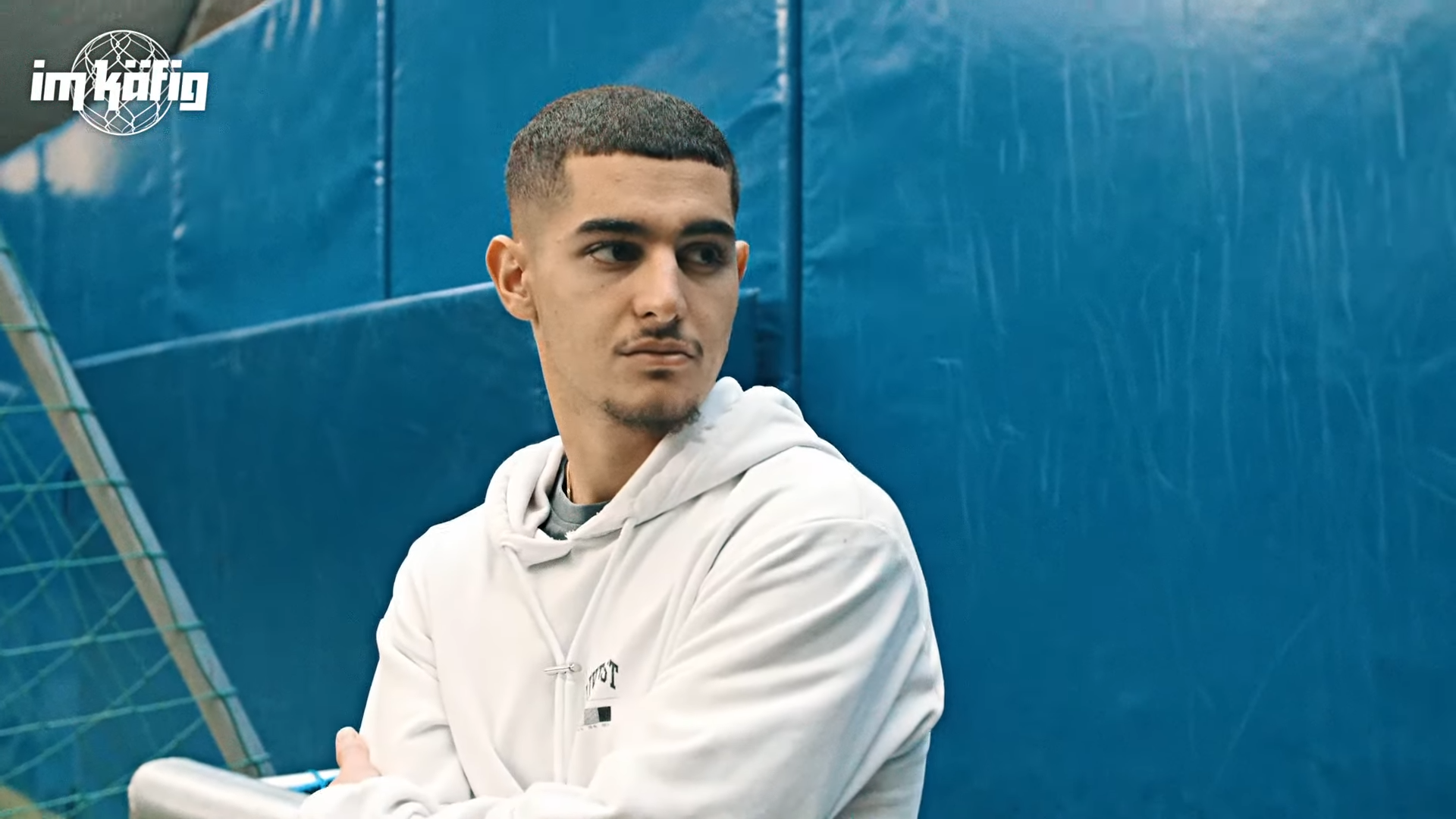
Levent Mercan (* 2000)

- Mercan, Tunahan (* 2003), österreichischer Fußballspieler
- Mercandin, Wilhelm († 1894), österreichischer Bodenseekapitän
- Mercante, Arthur sen. (1920–2010), US-amerikanischer Boxringrichter
- Mercante, Víctor (1870–1934), argentinischer Pädagoge und Schriftsteller
- Mercanti, John (* 1943), US-amerikanischer Graveur und bildender Künstler
- Mercanti, Pino (1911–1986), italienischer Filmregisseur
- Mercanton, Jacques (1910–1996), Schweizer Schriftsteller, Essayist und Universitätsprofessor
- Mercanton, Louis (1879–1932), Schweizer Schauspieler und Regisseur
- Mercanton, Paul-Louis (1876–1963), Schweizer Physiker, Meteorologe und Glaziologe
- Mercanton, Victoria (1911–2007), französische Filmeditorin
- Mercati, Angelo (1870–1955), italienischer Geistlicher, Gelehrter und Präfekt des Vatikanischen Archivs
- Mercati, Giovanni (1866–1957), italienischer Kardinal der römisch-katholischen Kirche
- Mercati, Michele (1541–1593), italienischer Universalgelehrter
- Mercati, Silvio Giuseppe (1877–1963), italienischer Byzantinist
- Mercator, Arnold (1537–1587), deutscher Kartograph
- Mercator, Bartholomäus (1540–1568), Kartograf und Kosmograf
- Mercator, Gerhard (1512–1594), Mathematiker und KartografGerhard Mercator (1512–1594)

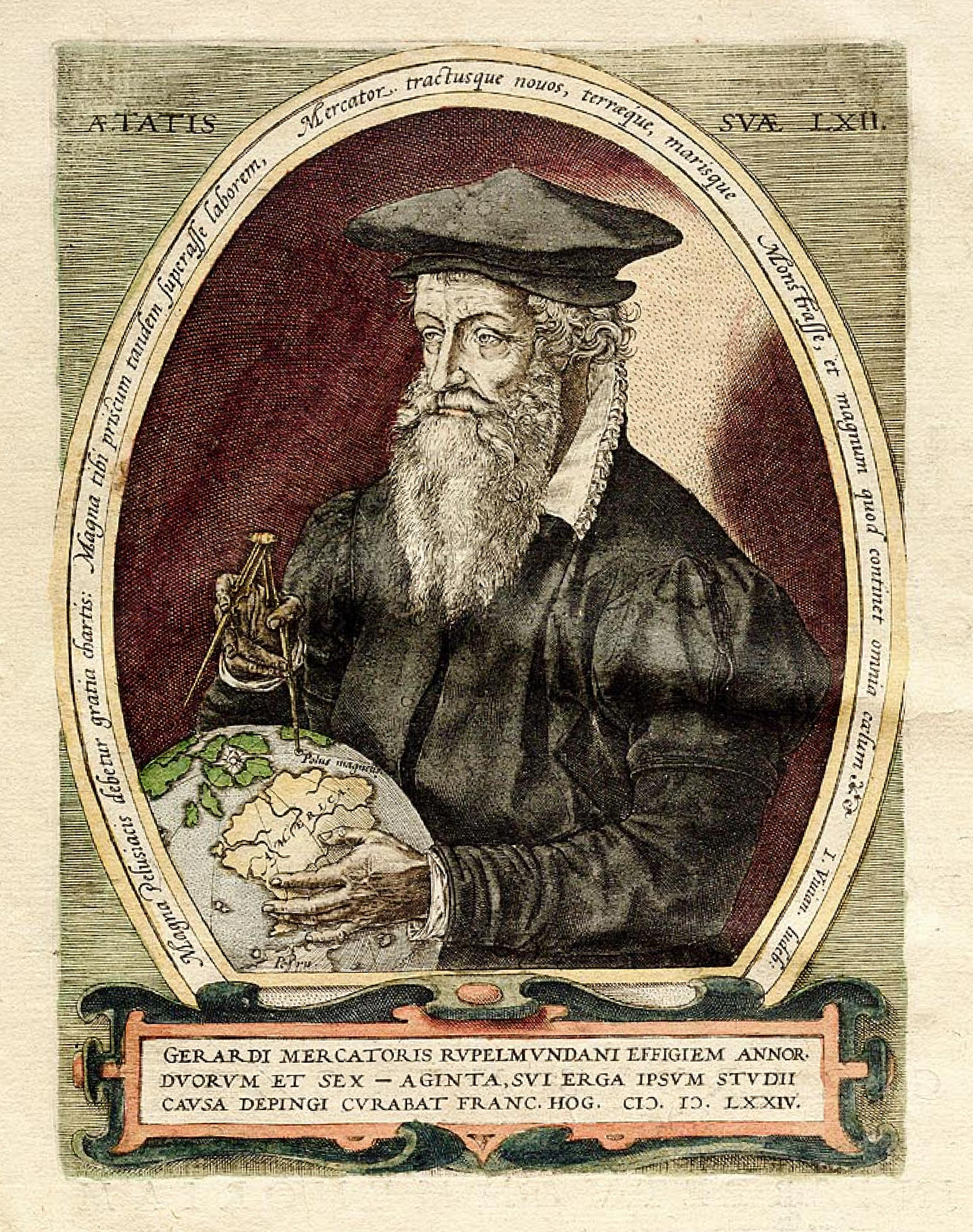
Gerhard Mercator (1512–1594)

- Mercator, Nicolaus, deutscher Mathematiker
- Mercator, Rumold (1541–1599), Kartograf

### Merce
- Mercé, José (* 1955), andalusischer Flamenco-Sänger
- Mercea, Andrei (1925–2002), rumänischer Fußballspieler
- Merced, Isabela (* 2001), US-amerikanische Schauspielerin und SängerinIsabela Merced (* 2001)

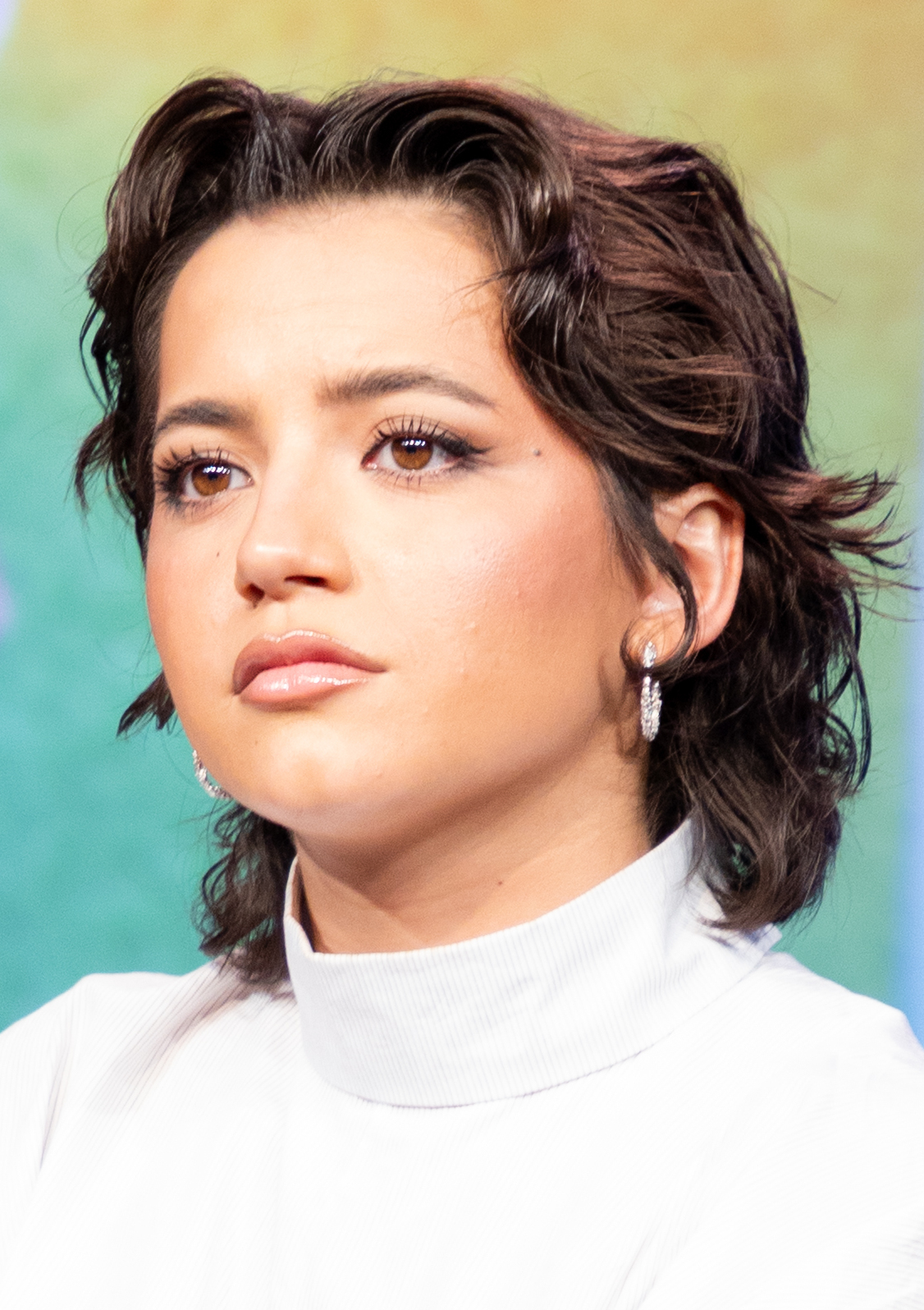
Isabela Merced (* 2001)

- Mercedes, Addys (* 1973), kubanische Sängerin und Songwriterin
- Mercedes, Don (* 1941), niederländischer Sänger
- Mercedes, Eleoncio (1957–1985), dominikanischer Boxer im Fliegengewicht
- Mercedes, Yulis (* 1979), dominikanischer Taekwondoin
- Mercedez, Nina (* 1979), US-amerikanische Pornodarstellerin, Regisseurin und ein Fotomodell
- Mercenario, Carlos (* 1967), mexikanischer Geher
- Mercer, Alison (* 1954), neuseeländische Zoologin und Hochschullehrerin
- Mercer, Benjamin (* 1973), britisch-finnischer Filmeditor
- Mercer, Beryl († 1939), spanisch-britische Schauspielerin
- Mercer, Charles F. (1778–1858), US-amerikanischer Politiker
- Mercer, Christia, US-amerikanische Philosophin
- Mercer, David (* 1961), englischer Gewichtheber
- Mercer, David Henry (1857–1919), US-amerikanischer Politiker
- Mercer, Dawson (* 2001), kanadischer Eishockeyspieler
- Mercer, Eric (1917–2003), britischer Theologe; Bischof von Exeter
- Mercer, Eugene (1888–1957), US-amerikanischer Weitspringer und Zehnkämpfer
- Mercer, Frank Brian (1927–1998), britischer Ingenieur und Erfinder
- Mercer, George (1733–1784), britisch-amerikanischer Offizier
- Mercer, Ġużè Ellul (1897–1961), maltesischer Schriftsteller, Journalist und Politiker
- Mercer, Henry Chapman (1856–1930), US-amerikanischer Archäologe
- Mercer, Hugh (1726–1777), amerikanischer Brigadegeneral des Amerikanischen Unabhängigkeitskrieges
- Mercer, Ian (* 1962), britischer Schauspieler
- Mercer, James (1736–1793), US-amerikanischer Jurist und Politiker
- Mercer, James (1883–1932), englischer Mathematiker und Hochschullehrer
- Mercer, James (* 1970), US-amerikanischer Indie-Pop-MusikerJames Mercer (* 1970)

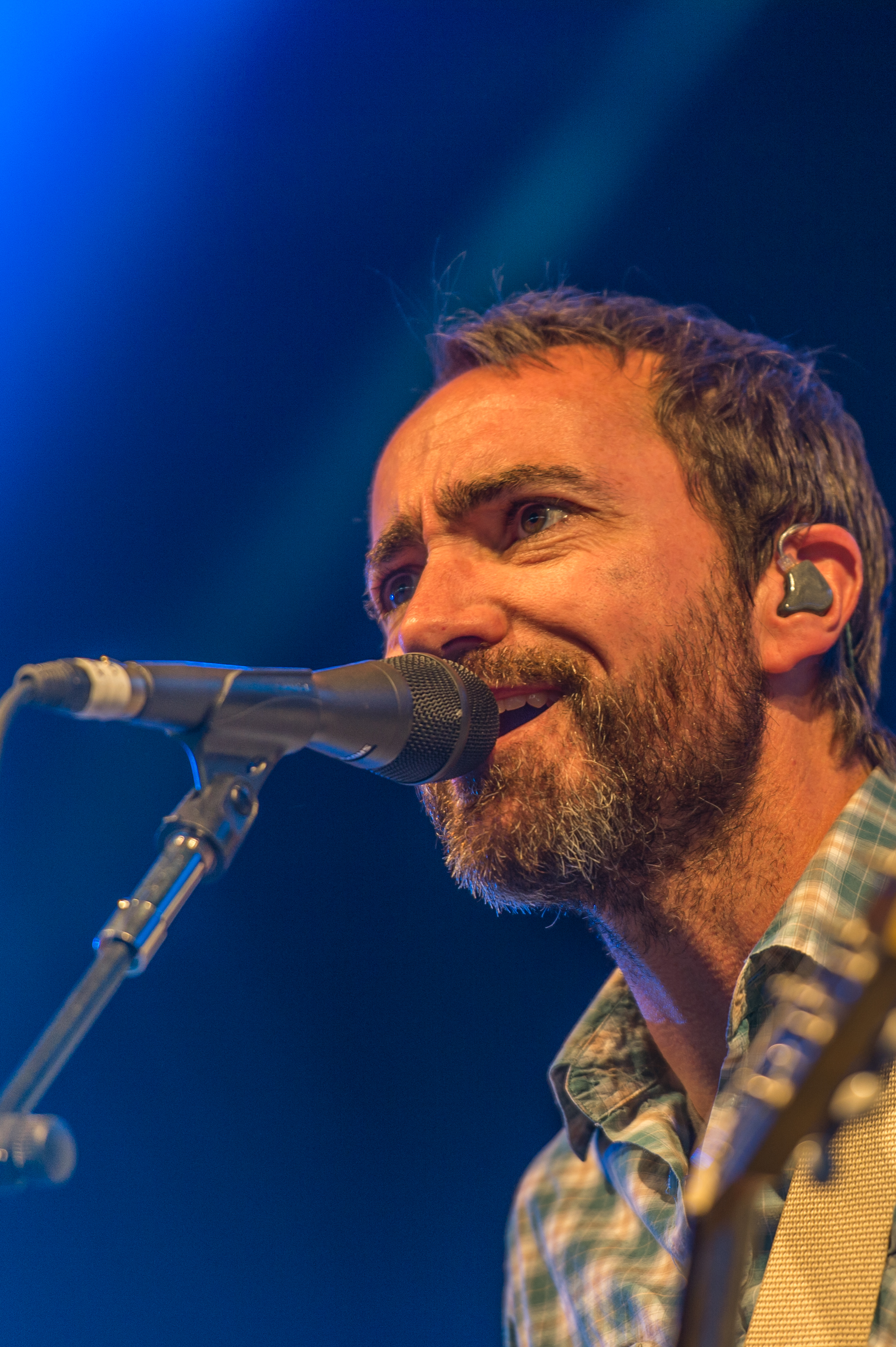
James Mercer (* 1970)

- Mercer, Joe (1914–1990), englischer Fußballspieler und -trainer
- Mercer, John († 1768), irisch-amerikanischer Anwalt
- Mercer, John (1791–1866), englischer Erfinder der Merzerisation
- Mercer, John Francis (1759–1821), US-amerikanischer Politiker
- Mercer, John, Baron von Aldie (* 1300), schottischer Kaufmann
- Mercer, Johnny (1909–1976), US-amerikanischer Sänger, Komponist und Songwriter
- Mercer, Johnny (* 1981), britischer Offizier und Politiker (Conservative Party), Mitglied des House of Commons
- Mercer, Kit (* 1985), US-amerikanische Pornodarstellerin
- Mercer, Leigh (1893–1977), britischer Autor von Wortspielereien und mathematischer Unterhaltungen
- Mercer, Lucy (1891–1948), Geliebte von Franklin D. Roosevelt
- Mercer, Mabel (1900–1984), britische Varieté- und Jazz-Sängerin
- Mercer, Mae (1932–2008), US-amerikanische Schauspielerin
- Mercer, Matthew (* 1982), US-amerikanischer Synchronsprecher, Schauspieler und SpieleentwicklerMatthew Mercer (* 1982)

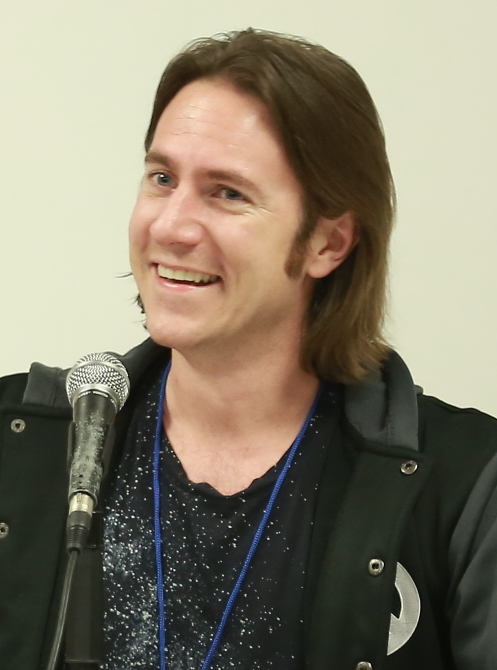
Matthew Mercer (* 1982)

- Mercer, Mike (* 1947), kanadischer Kugelstoßer
- Mercer, Ray (* 1961), US-amerikanischer Boxer
- Mercer, Rebekah (* 1973), US-amerikanische Lobbyistin und die Leiterin der Mercer Family Foundation
- Mercer, Rick (* 1969), kanadischer Moderator
- Mercer, Robert (* 1935), anglikanischer Bischof
- Mercer, Robert (* 1946), US-amerikanischer Informatiker und Hedgefondsmanager
- Mercer, Ron (* 1976), US-amerikanischer Basketballspieler
- Mercer, Sam († 2024), US-amerikanischer Filmproduzent
- Mercer, Tommy († 2001), US-amerikanischer Crooner
- Mercer, Vera (* 1936), deutsche Fotografin
- Mercet, René (1898–1961), Schweizer Fussballschiedsrichter
- Mercey, Paul (1923–1988), schweizerisch-französischer Filmschauspieler und Bühnenschauspieler

### Merch
- Merchán Ladino, Marco Antonio (* 1970), kolumbianischer Geistlicher, römisch-katholischer Bischof von Neiva
- Merchan, Chucho (* 1952), kolumbianischer Fusionmusiker
- Merchan, Juan, US-amerikanischer Richter
- Merchant, Carolyn (* 1936), US-amerikanische Philosophin und Wissenschaftshistorikerin
- Merchant, Hoshang (* 1947), indischer Autor, Dichter und Lehrer
- Merchant, Ismail (1936–2005), indisch-britischer Filmproduzent
- Merchant, Ival Arthur (1898–1985), US-amerikanischer Veterinär-Pathologe und Bakteriologe
- Merchant, Judith (* 1976), deutsche Schriftstellerin
- Merchant, Larry (* 1931), US-amerikanischer Sportjournalist
- Merchant, Livingston T. (1903–1976), US-amerikanischer Diplomat und Bankmanager
- Merchant, Marcia Monroe (* 1973), deutsche Fußballspielerin
- Merchant, Natalie (* 1963), US-amerikanische Sängerin und Songschreiberin
- Merchant, Piers (1951–2009), britischer Politiker, Mitglied des House of Commons
- Merchant, Stephen (* 1974), britischer Drehbuchautor und RegisseurStephen Merchant (* 1974)

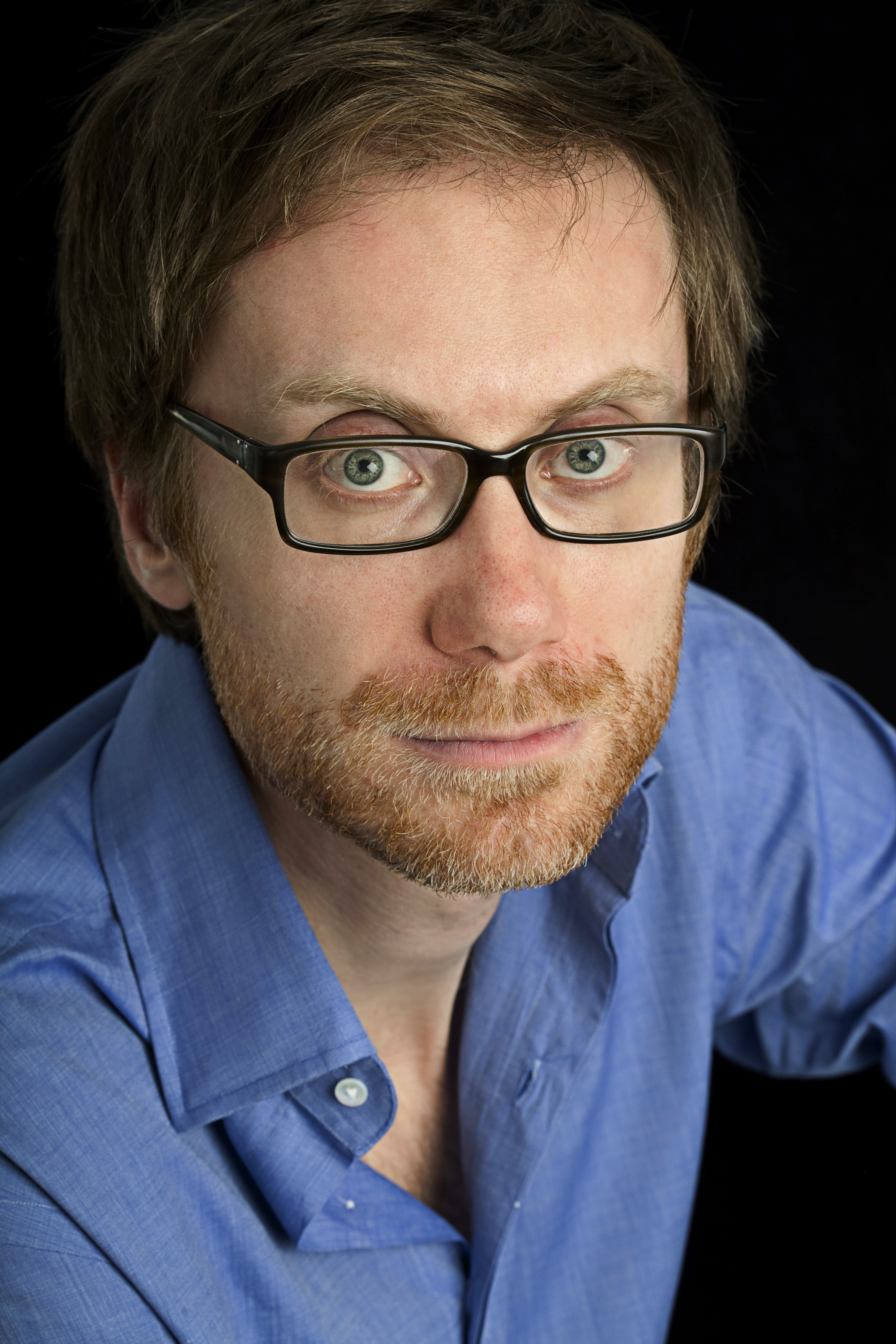
Stephen Merchant (* 1974)

- Merchant, Tamzin (* 1987), britische Schauspielerin und Schriftstellerin
- Merchant, Vaibhavi (* 1975), indische Bollywoodtanz-Choreografin
- Merchant, Vivien (1929–1982), britische Schauspielerin
- Merchant, Yasin (* 1966), indischer Snookerspieler und Billardtrainer
- Merchel, Hermann (1937–2025), deutscher Fußballspieler
- Mercherdach, irischer Mönch, Inkluse, Seliger
- Mérchez, Désiré (1882–1968), französischer Schwimmer und Wasserballspieler
- Merchez, Marianne (* 1960), belgische Astronautin der Europäischen Weltraumagentur ESA
- Merchier, Jacob (1661–1700), kurbrandenburgischer Hofprediger

### Merci
- Mercié, Antonin (1845–1916), französischer Bildhauer, Medailleur und Maler
- Mercieca, Joseph (1928–2016), maltesischer römisch-katholischer Geistlicher und Theologe, Erzbischof von Malta, Großprior des Ritterordens vom Heiligen Grab zu Jerusalem in Malta
- Mercier Descloux, Lizzy (1956–2004), französische Singer-Songwriterin, Schauspielerin, Schriftstellerin und Malerin
- Mercier, Agnes, französische Curlerin
- Mercier, André (1901–1970), französischer kommunistischer Politiker
- Mercier, Annick (* 1964), französische Curlerin
- Mercier, Auguste (1833–1921), französischer Berufssoldat und französischer Kriegsminister (1893–1895)
- Mercier, Charles (1904–1978), französischer Priester, Orientalist
- Mercier, Charlotte (1738–1762), französische Malerin
- Mercier, Denis (* 1959), französischer Offizier, General der französischen Luftstreitkräfte und Supreme Allied Commander Transformation
- Mercier, Désiré-Joseph (1851–1926), belgischer Geistlicher und Erzbischof von Mecheln
- Mercier, Edouard (1799–1870), belgischer Politiker
- Mercier, Émile, französischer Bogenschütze
- Mercier, Ernest (1878–1955), französischer Industrieller, Gründer von Total
- Mercier, François-Xavier (1867–1932), kanadischer Sänger, Musikpädagoge und Komponist
- Mercier, Gaston (1932–1974), französischer Ruderer
- Mercier, Georges-Louis (1902–1991), französischer Ordensgeistlicher und römisch-katholischer Bischof von Laghouat
- Mercier, Gilbert (* 1931), französischer Biathlet
- Mercier, Honoré (1840–1894), kanadischer Politiker
- Mercier, Isabelle (* 1975), kanadische Pokerspielerin
- Mercier, Jason (* 1986), US-amerikanischer Pokerspieler
- Mercier, Jean (1510–1570), französischer protestantischer Theologe, Bibelphilologe, Hebraist und Aramäist
- Mercier, Jean (1901–1971), französischer Erfinder
- Mercier, Jean (1913–1997), französischer Tischtennisfunktionär
- Mercier, Joël (* 1945), französischer Geistlicher, emeritierter Kurienerzbischof der römisch-katholischen Kirche
- Mercier, Justin (* 1987), US-amerikanischer Eishockeyspieler
- Mercier, Louis (1901–1993), US-amerikanischer Schauspieler französisch-algerischer Abstammung
- Mercier, Louis Auguste (1811–1881), französischer Mediziner
- Mercier, Louis-Sébastien (1740–1814), französischer SchriftstellerLouis-Sébastien Mercier (1740–1814)

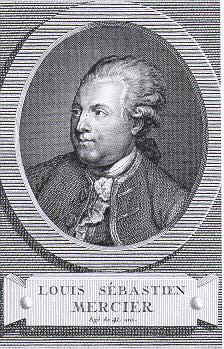
Louis-Sébastien Mercier (1740–1814)

- Mercier, Maurine (* 1981), Schweizer Journalistin
- Mercier, Mel (* 1959), irischer Perkussionist, Komponist, Theatermusiker und Hochschullehrer
- Mercier, Michel (* 1947), französischer Rechtswissenschaftler und Politiker, Mitglied der Nationalversammlung
- Mercier, Michèle (* 1939), französische SchauspielerinMichèle Mercier (* 1939)

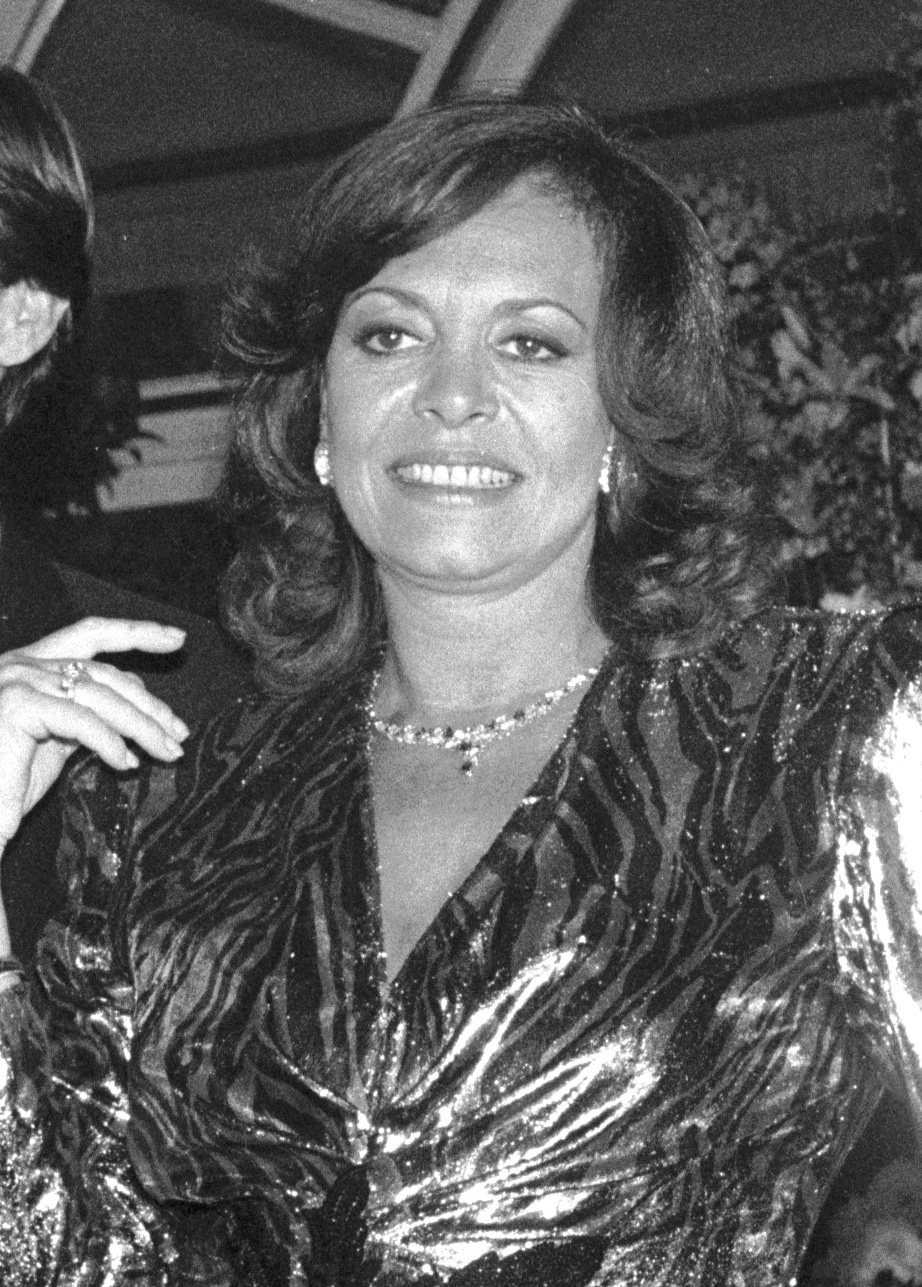
Michèle Mercier (* 1939)

- Mercier, Paul (* 1962), US-amerikanischer Schauspieler und Synchronsprecher
- Mercier, Peadar (1914–1991), irischer Musiker
- Mercier, Philippe (1689–1760), deutsch-französischer Maler, Radierer und Bibliothekar
- Mercier, Philippe (1872–1936), Schweizer Jurist, Politiker und Diplomat
- Mercier, Pierre († 1729), französischer Bildwirker
- Mercier, René (* 1937), französischer Biathlet
- Mercier, Robert (1909–1958), französischer Fußballspieler
- Mercier, Rodolphe (1799–1860), Schweizer Notar und Grossrat
- Mercier, Thierry (* 1967), französischer Curler
- Mercier, Tom (* 1993), israelischer Theater- und Filmschauspieler
- Mercier, Vincent (1908–1945), belgischer römisch-katholischer Geistlicher und Märtyrer
- Mercier-de Molin, Jean-Jacques (1859–1932), Schweizer Unternehmer, Politiker und Mäzen
- Mercier-Jenny, Amalia Henrietta (1885–1952), Schweizer Frauenrechtlerin
- Mercier-Marcel, Jean-Jacques (1826–1903), Schweizer Unternehmer
- Mercik, Rachel (* 1991), US-amerikanische Fußballspielerin
- Mercimek, Baki (* 1982), türkisch-niederländischer Fußballspieler

### Merck
- Merck, Alex (1956–2012), deutscher Gitarrist und Autor
- Merck, Andreas (1595–1640), deutscher evangelischer Theologe und Pfarrer
- Merck, Carl (1823–1885), deutscher Drogist und Unternehmer
- Merck, Carl Emanuel (1862–1909), deutscher Unternehmer
- Merck, Carl Heinrich (1761–1799), deutscher Teilnehmer an der Ostsibirien- und Alaskaexpedition (1786–1794)
- Merck, Carl Hermann (1809–1880), Senatssyndikus und Hamburger Politiker
- Merck, Carl Hermann Jasper (1843–1891), Senatssyndikus und Hamburger Politiker
- Merck, Daniel (1657–1717), deutscher Violinist und Stadtmusiker
- Merck, Dorothea († 1579), Opfer der Hexenverfolgung in der Stadt Waldshut
- Merck, Emanuel (1794–1855), deutscher Apotheker und Gründer des Pharmazieunternehmens MerckEmanuel Merck (1794–1855)

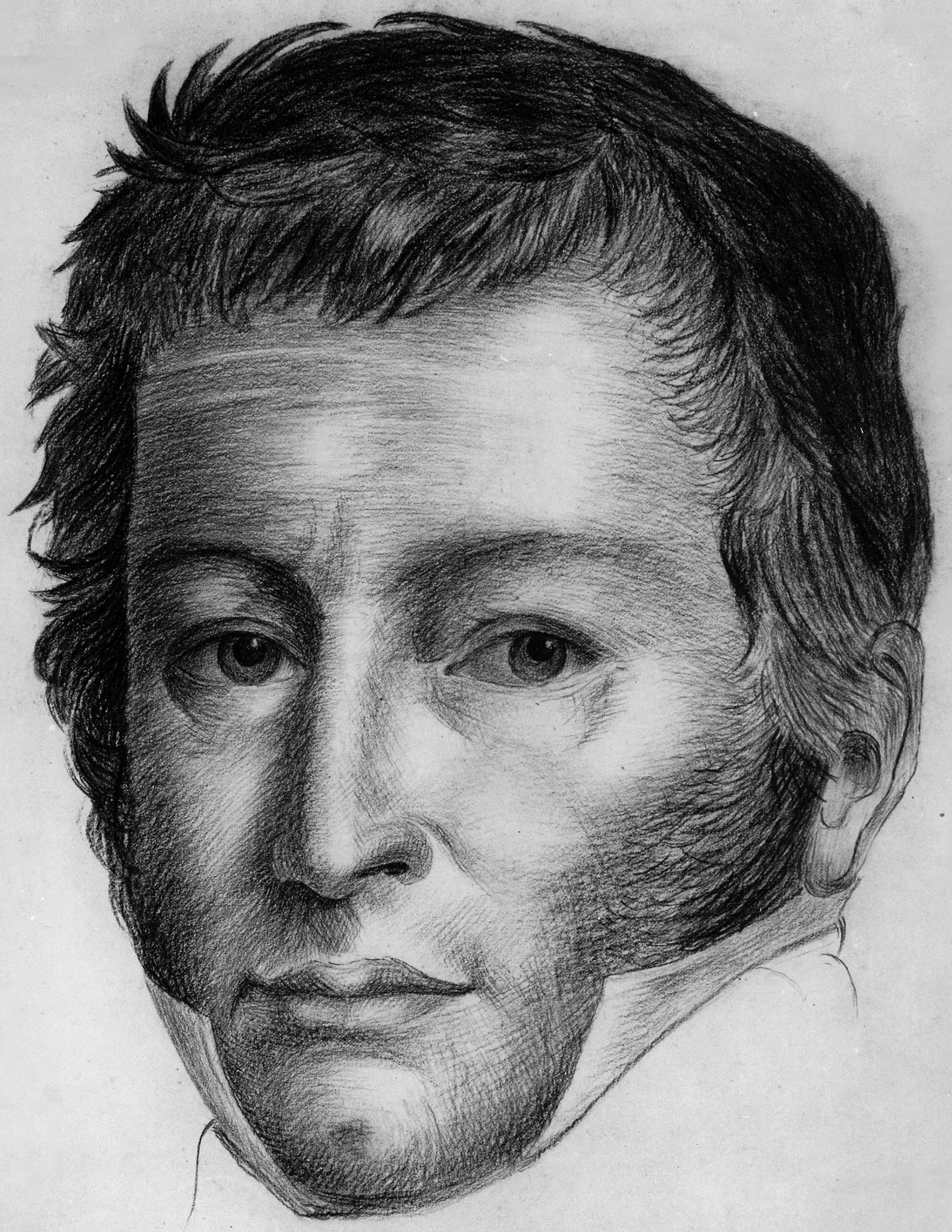
Emanuel Merck (1794–1855)

- Merck, Emanuel August (1855–1923), deutscher Chemiker, Pharmazeut und Unternehmer
- Merck, Ernes (1898–1927), deutsche Automobilrennfahrerin
- Merck, Ernst (1811–1863), deutscher Unternehmer und Politiker
- Merck, Ernst (1868–1936), deutscher Verwaltungsjurist und Kreisdirektor
- Merck, Friedrich Jacob (1621–1678), deutscher Apotheker und Gründer der Engel-Apotheke
- Merck, Georg Franz (1825–1873), deutscher Chemiker und Unternehmer
- Merck, Georg Friedrich (1647–1715), deutscher Apotheker
- Merck, George (1867–1926), deutsch-US-amerikanischer Unternehmer
- Merck, George W. (1894–1957), US-amerikanischer Unternehmer
- Merck, Heinrich Johann (1770–1853), deutscher Kaufmann und Hamburger Senator
- Merck, Johann (1577–1658), deutscher Pädagoge
- Merck, Johann Anton (1756–1805), Apotheker
- Merck, Johann Christof, deutscher Maler
- Merck, Johann Franz (1687–1741), deutscher Apotheker
- Merck, Johann Heinrich (1741–1791), Darmstädter SchriftstellerJohann Heinrich Merck (1741–1791)

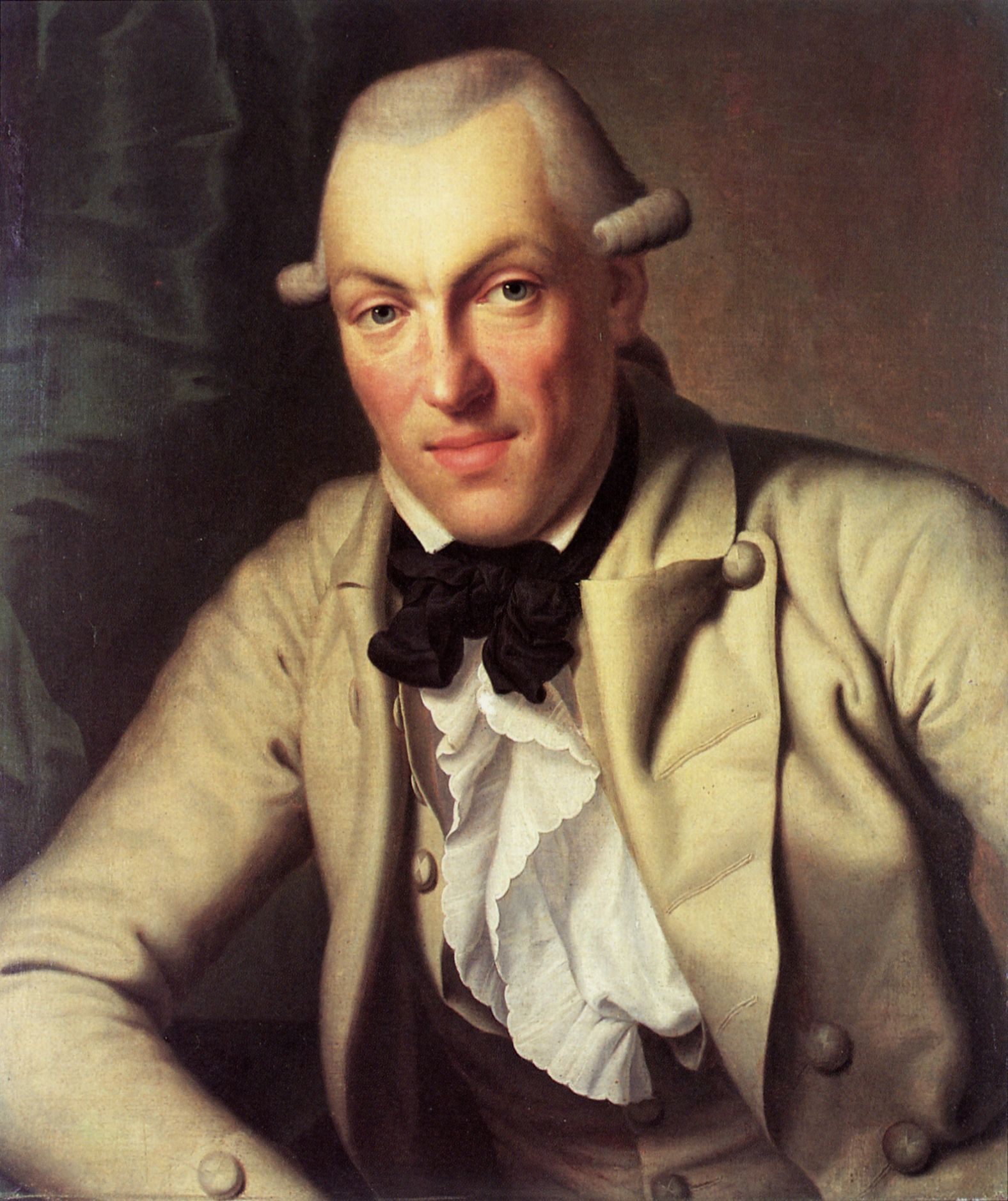
Johann Heinrich Merck (1741–1791)

- Merck, Johann Justus (1727–1758), deutscher Apotheker
- Merck, Johanna (1733–1773), deutsche Lyrikerin
- Merck, Karl (1886–1968), deutscher Industrieller
- Merck, Louis (1854–1913), deutscher Unternehmer
- Merck, Magnus († 1930), deutscher Hof-Fotograf in Hannover
- Merck, Mareille (* 1996), deutsche Jazzmusikerin (Gitarre, Komposition)
- Merck, Marietta (1895–1992), deutsche Malerin und Bildhauerin
- Merck, Peter (1927–2014), deutscher Unternehmer
- Merck, Renate (1951–2024), deutsche Filmeditorin
- Merck, Wallace, US-amerikanischer Schauspieler
- Merck, Walther (1892–1964), deutscher Pädagoge und Professor
- Merck, Wilhelm (1833–1899), deutscher Chemiker und Unternehmer
- Merck, Wilhelm (1867–1929), deutscher Politiker (BVP), MdR
- Merck, Wilhelm (1893–1952), deutscher Chemiker und Unternehmer
- Merck, Willy (1860–1932), deutscher Chemiker und Unternehmer
- Merckel, Curt (1858–1921), deutscher Bauingenieur und hamburgischer Baubeamter
- Merckel, Ferdinand Ludwig August (1808–1893), deutscher Architekt, fürstlich lippischer Baubeamter
- Merckel, Friedrich Theodor von (1775–1846), preußischer Oberpräsident
- Merckel, Georg Friedrich (1691–1766), elsässischer Orgelbauer
- Merckel, Wilhelm von (1803–1861), deutscher Jurist und Autor
- Merckelbach, Goswin (1569–1641), deutscher Bürgermeister von Soest und Kanzler von Lüneburg
- Merckelbach, Johann Georg von († 1680), deutscher Hofrat
- Merckens, Hugo (1871–1955), deutscher Industrieller
- Merckens, Marijke (1940–2023), niederländische Schauspielerin und Sängerin
- Mercker, Erich (1891–1973), deutscher Landschaftsmaler
- Mercker, Hannes (* 1983), deutscher Cartoonist und Illustrator
- Mercker, Hans (* 1940), deutscher römisch-katholischer Theologe, Religionswissenschaftler und Hochschullehrer
- Mercker, Hermann (1583–1630), deutscher evangelischer Pfarrer und Stadtchronist
- Mercker, Johann (1659–1728), deutscher Theologe
- Mercker, Karl August Ludwig (1862–1942), deutscher Theologe
- Mercker, Reinhold (1903–1996), deutscher Politiker
- Merckle, Adolf (1934–2009), deutscher Jurist und Unternehmer
- Merckle, Ludwig (1892–1982), deutscher Unternehmer
- Merckle, Ludwig (* 1965), deutscher Unternehmer
- Merckle, Philipp Daniel (* 1966), deutscher Pharma-Unternehmer
- Merckle, Ruth (1937–2018), deutsche Unternehmerin
- Merckle, Tobias (* 1970), deutscher Sozialunternehmer
- Mercklein, Albert Daniel (1694–1752), deutscher Pfarrer, Mathematiker und Physiker
- Mercklin, Carl Eugen von (1821–1904), Botaniker
- Mercklin, Eugen von (1884–1969), deutscher Klassischer Archäologe
- Mercklin, Georg Abraham (1644–1702), Mediziner und Autor
- Mercklin, Hermann (* 1857), deutscher Chemiker, Erfinder und Industrieller
- Mercklin, Ludwig (1816–1863), deutschbaltischer Klassischer Philologe
- Merckx, Axel (* 1972), belgischer Radrennfahrer
- Merckx, Eddy (* 1945), belgischer RadrennfahrerEddy Merckx (* 1945)

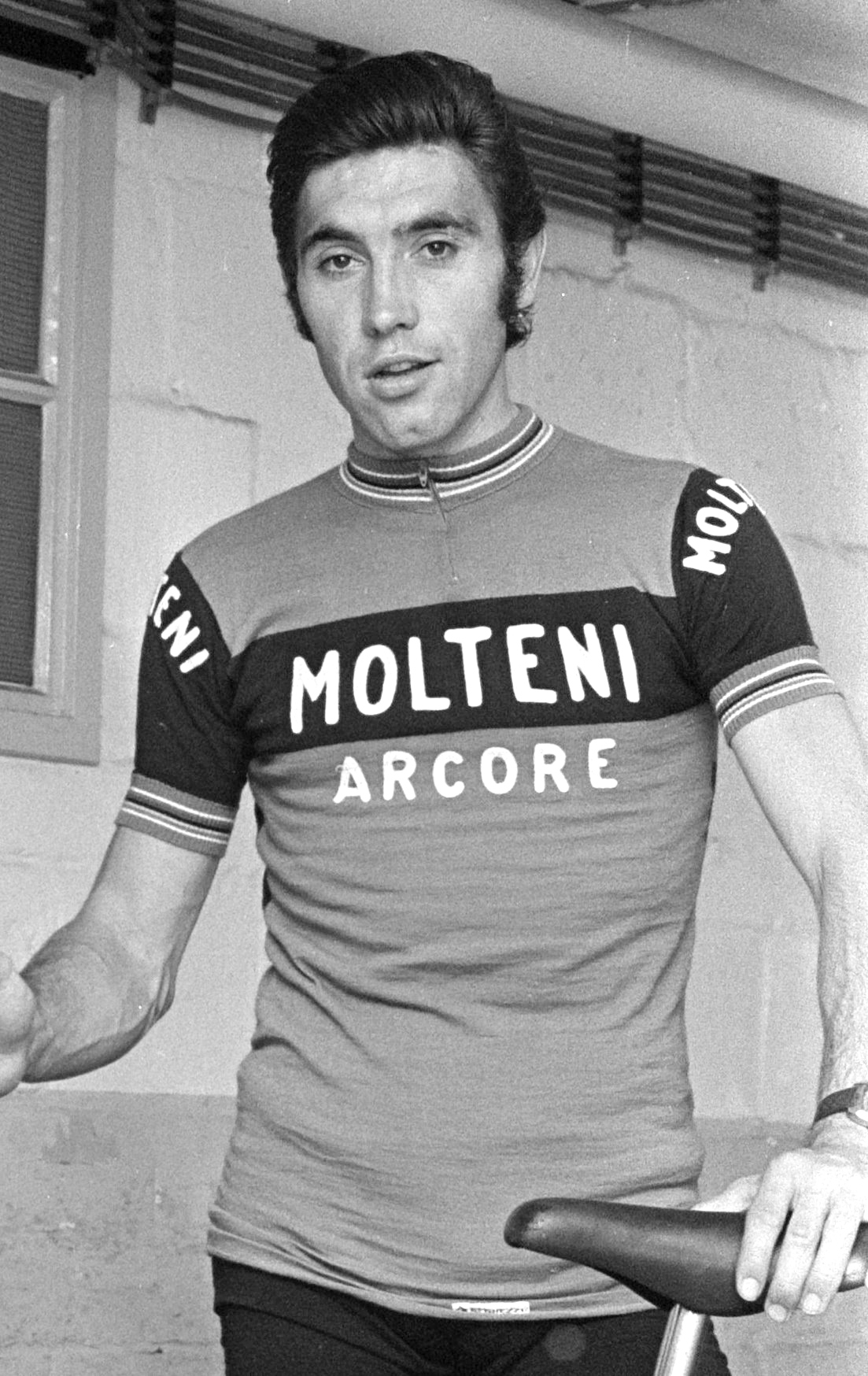
Eddy Merckx (* 1945)

- Merckx, Eddy (* 1968), belgischer Karambolagespieler
- Merckx, Kris (* 1944), belgischer Politiker (PVDA), Arzt und Redakteur
- Merckx, Ward (* 1997), belgischer Sprinter

### Merco
- Mercœur, Élisa (1809–1835), französische Schriftstellerin
- Mercorelli, Paolo (* 1963), italienischer Ingenieur und Hochschullehrer
- Mercouri, Melina (1920–1994), griechische Schauspielerin, Sängerin, KulturministerinMelina Mercouri (1920–1994)

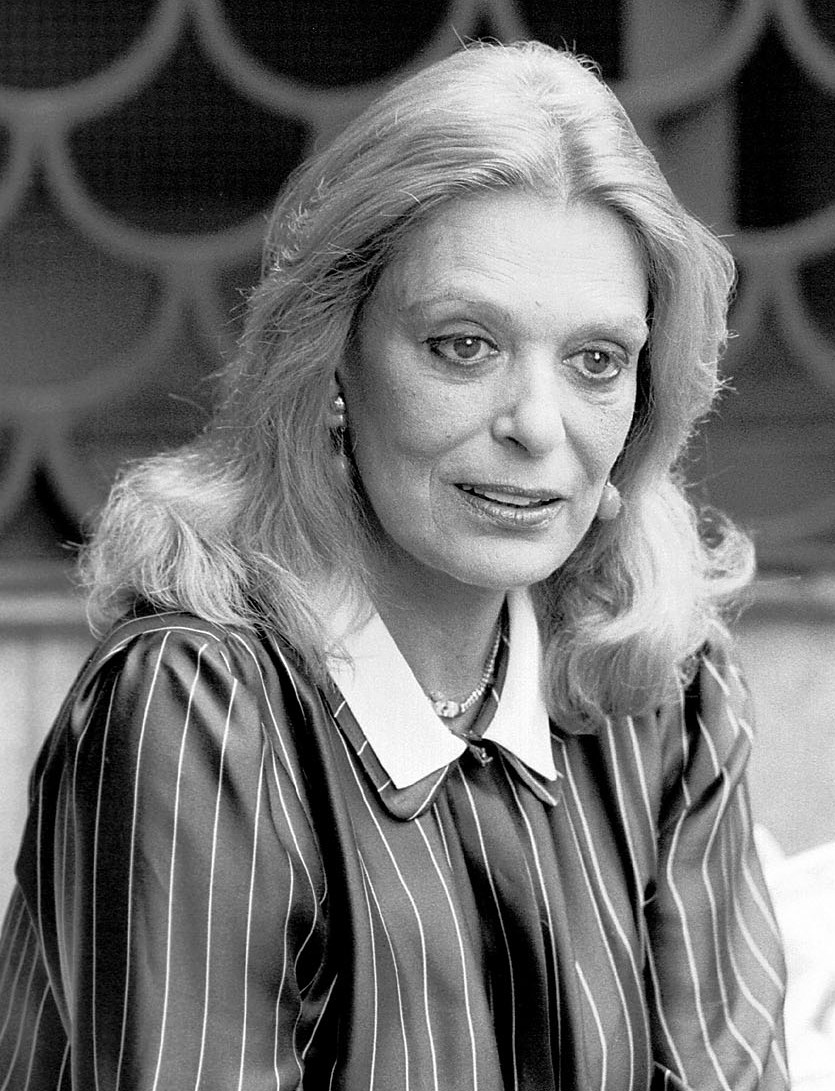
Melina Mercouri (1920–1994)

### Mercr
- Mercredi, Ovide (* 1946), kanadischer Politiker

### Mercu
- Merculiano, Comingio (1845–1915), italienischer Zeichner und Illustrator
- Merculiano, Giacomo (1859–1935), italienisch-französischer Bildhauer und Medailleur
- Mercur, Ulysses (1818–1887), US-amerikanischer Jurist und Politiker
- Mercure, Georges (1905–1993), kanadischer Organist, Chorleiter, Gregorianik-Experte, Komponist und Benediktinermönch
- Mercure, Monique (1930–2020), kanadische Theater- und Filmschauspielerin
- Mercure, Pierre (1927–1966), kanadischer Komponist
- Mercuriale, Girolamo (1530–1606), italienischer Arzt
- Mercurian, Everard (1514–1580), Generaloberer der Societas Jesu (Jesuitenorden)
- Mercurio, Gaetano († 1790), italienischer Maler
- Mercurio, Gus (1928–2010), australischer Schauspieler und Boxer
- Mercurio, Paul (* 1963), australischer Filmschauspieler und Balletttänzer
- Mercurios, Mercurios, König von Makuria
- Mercury, Daniela (* 1965), brasilianische Sängerin
- Mercury, Freddie (1946–1991), britischer RocksängerFreddie Mercury (1946–1991)

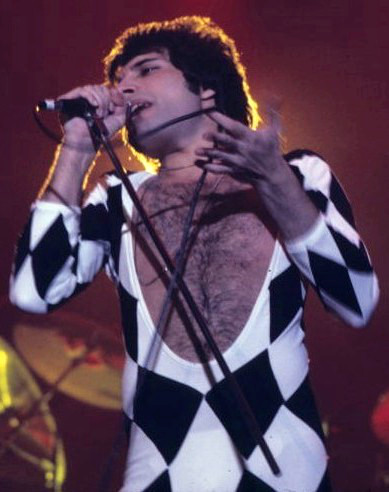
Freddie Mercury (1946–1991)

- Mercury, Joey (* 1979), US-amerikanischer Wrestler

### Mercy
- Mercy, Claudius Florimund (1666–1734), kaiserlicher Feldmarschall
- Mercy, Dominique (* 1950), französischer Tänzer und Choreograf
- Mercy, Franz von (1597–1645), Feldherr im Dreißigjährigen Krieg
- Mercy, Heinrich (1826–1912), Buchhändler und Verleger
- Mercy, Heinrich von (1596–1659), lothringischer Adliger
- Mercy, Kaspar von (1599–1644), kurbayrischer Generalwachtmeister
- Mercy, Wilhelm (1753–1825), katholischer Theologe
- Mercy-Argenteau, Eugène Guillaume Alexis von (1743–1819), österreich-ungarischer Feldzeugmeister und Ritter des Maria Theresien-Ordens
- Mercy-Argenteau, Florimond Claude von (1727–1794), österreichischer Diplomat
- Mercy-Argenteau, Louise de (1837–1890), belgische Pianistin und Komponistin